# 樫原

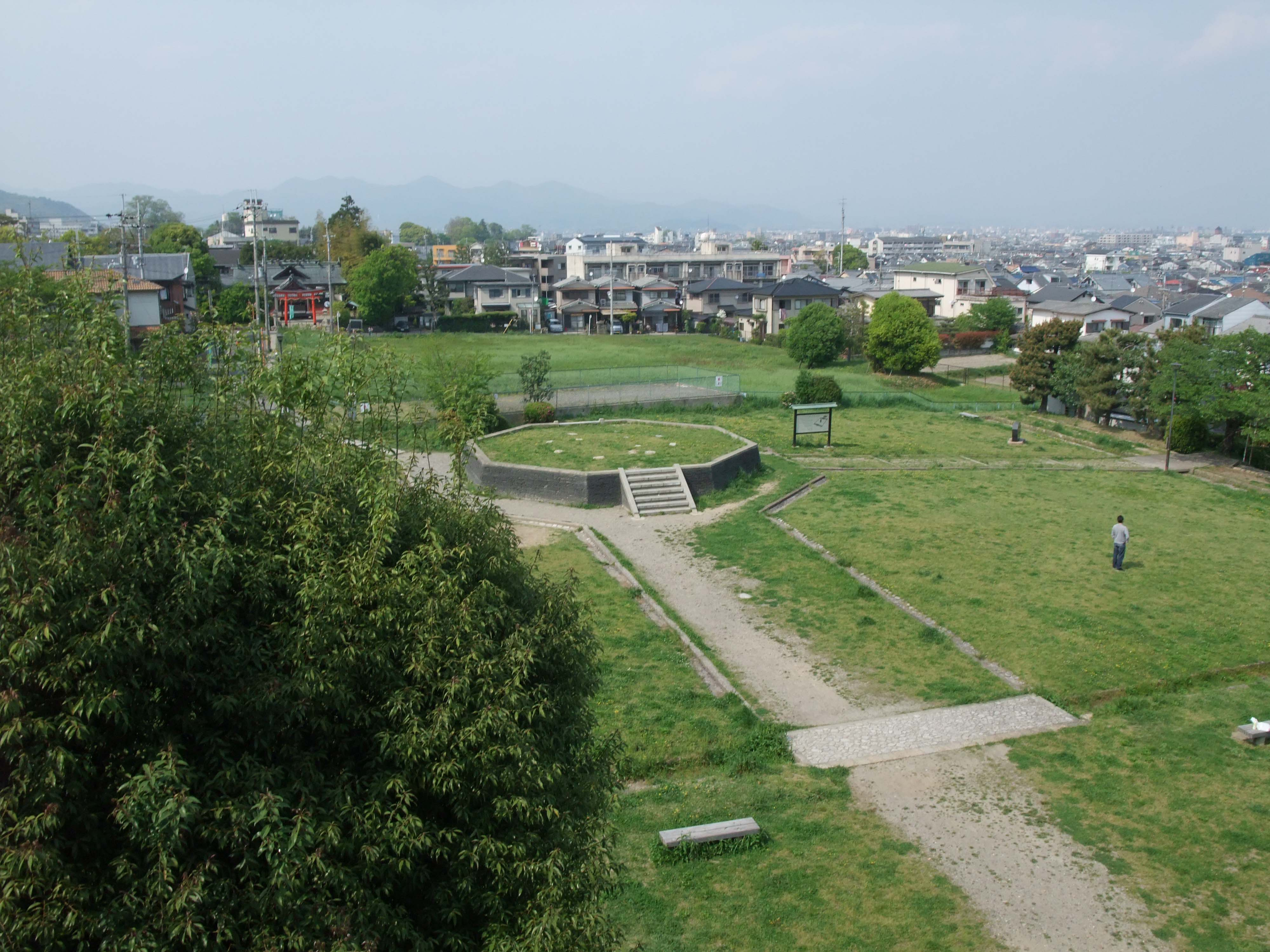
樫原廃寺跡

樫原（かたぎはら）とは、京都市西京区の一部の地域をいう。

## 概要
樫原は南北に通じる物集女街道、東西にのびる山陰街道の結節点にあたる。

### 物集女街道と山陰街道
物集女街道は北摂から京都市域に入る幹線道路であり、嵐山に通じる。
四条街道と通じ、梅津や桂、嵐山の木材湾港と通じる古くからの商業路である。山陰街道は大枝山方面から丹波地方にのびる幹線道路である。

## 歴史

### 古代
この地は、周辺から数々の古墳や白鳳時代の古代寺院跡（樫原廃寺跡）が発見されている事から、上記の時代をさかのぼること古くより栄えていた事がわかっている。

### 宿場としての樫原
樫原は、京都西部の交通の要衝であることから、古来より宿場町としても栄えた。
戦国時代には、丹波方面の計略を命じられた明智光秀による整備の歴史も語られており、幕末には志士を匿う豪商も多く存在した。
ちなみに近郊の川島地区には、志士を経済的に支えた土豪・革嶋氏の拠点がある。

### 現代
現在も交通の要衝である一方、洛西ニュータウンと京都市域の連絡路であり、住宅街でもある。